# Henri de Trannoy
Henri de Trannoy (Schaarbeek, 11 juli 1879 - Elsene, 22 januari 1953) was een Belgisch burgemeester.

## Biografie

### Familie
Henri de Trannoy was een zoon van de in 1870 tot Belg genaturaliseerde baron Paul de Trannoy (1848-1890) en Savina de Knyff (1845-1907). Hij was een oudere broer van baron Gaston de Trannoy, generaal, Olympisch ruiter, gemeenteraadslid van Villers-la-Ville en voorzitter van de Koninklijke Belgische Ruitersportfederatie en de Fédération Équestre Internationale, en Jules de Trannoy, legeraalmoezenier, aalmoezenier bij het Koninklijk Hof en erekanunnik van het Sint-Romboutskapittel. Van zijn vader erfde hij de titel baron.
Hij trouwde met Marie-Adèle de Volder (1878-1948), dochter van Joseph Devolder, advocaat, volksvertegenwoordiger, senator, minister en minister van Staat. Het huwelijk bleef kinderloos. Geneviève de Trannoy (1912-2006), echtgenote van graaf Raoul de Meeûs d'Argenteuil, erfde het kasteel waar hij woonde. De drie zonen van dit het echtpaar de Meeûs d'Argenteuil-de Trannoy kregen bij koninklijk besluit van 27 oktober 1953 toestemming om de naam de Trannoy aan hun eigen familienaam toe te voegen.

### Loopbaan
De Trannoy behaalde de diploma's van doctor in de rechten en doctor in de politieke en sociale wetenschappen aan de Katholieke Universiteit Leuven. Hij studeerde er samen met Valentin Brifaut, Charles Terlinden en Henri Davignon.
Tijdens de Eerste Wereldoorlog maakte hij deel uit van het bestuur van het Arrondissementskomiteit voor hulp en voeding van Turnhout. Als dank ontving hij een standbeeld dat een groep voorstelt, Liefdadigheid, met een dame die voedsel brengt naar een jonge vrouw en haar kind. Het bronzen beeld dateert uit 1919 en is gemaakt door Alfred Courtens; de namen van de verschillende leden van dit comité, waaronder burgemeester François du Four, zijn in de sokkel gegraveerd. In 1918 organiseerde hij een plechtige mis ter gelegenheid van de overwinning van de geallieerden, op het terras van zijn kasteel, met premonstratenzer kanunniken uit de nabijgelegen abdijen van Averbode en Tongerlo.
Vanaf 1917 woonde hij op het Hof ter Bruelen in Tongerlo, dat hij had laten bouwen op beboste grond die hij van zijn ouders had geërfd. Deze grond werd doorkruist door de rivier de Wimp. Hij liet ook het kasteelpark met vijver aanleggen. De bouw ervan werd door de Eerste Wereldoorlog vertraagd; een deel van het kasteel werd door de Duitse bezetter ingenomen en een V1-bom beschadigde een deel van het kasteel. Na het overlijden van zijn echtgenote liet hij het kasteel over aan zijn nicht, Geneviève de Trannoy.
In september 1921 nam hij deel aan het eerste Congres van Poolse katholieken, waar hij aanwezig was met Georges Rutten en Valentin Brifaut, zijn universiteitsvrienden uit Leuven.
Baron de Trannoy was burgemeester van Tongerlo van 1924 tot 1953. Tijdens zijn ambtstermijn droeg hij bij aan de uitbreiding van het Kanaal Bocholt-Herentals, de aanleg van het Albertkanaal en de restauratie van de abdij van Tongerlo, die op 28 april 1929 door een brand was verwoest. Een nieuwe neogotische kerk werd volledig herbouwd op de plaats van de oude kerk. Tijdens de Tweede Wereldoorlog moest hij de gemeente besturen onder Duitse bezetting en de gevolgen van de Slag om Geel in september 1944, tussen de Duitsers en de Engelsen, ondervinden. Op zijn initiatief en dat van de regionale tuinbouwschool werd Tongerlo een centrum voor de teelt van hoogstamfruitbomen, vooral appel- en perenbomen. In 1947 begon pater Werenfried van Straaten, bekend als de "Spekpater", naam te maken.
Hij was tevens:
- adjunct-secretaris van de Sint-Vincentiusvereniging,
- voorzitter van de Belgische vereniging voor sociale economie,
- attaché bij de directie Politieke Zaken van het ministerie van Buitenlandse Zaken,
- buitengewoon ambassadeur van de speciale missie bij het Paleis van Caïro (1934),
- Voorzitter van het Comité van katholieke scholen in Brussel,
- bestuurder van de Generale Maatschappij van België,
- redacteur van Courrier du commerce et de l'industrie,
- bestuurder van Crédit foncier de Belgique,
- voorzitter van Nouvelle usine de conserves alimentaires,
- bestuurder van de Vereniging van de Adel van het Koninkrijk België.

## Publicaties
De Trannoy bracht in 1905 een biografie van Jules Malou met een voorwoord van Charles Woeste uit.
Op verzoek in een testament corrigeerde en publiceerde hij de Mémoires pour servir à l'histoire contemporaine de la Belgique van Woeste in drie delen: 1859-1894, 1894-1914 en 1914-1921. Deze werken werden tussen 1927 en 1937 uitgegeven.
Hij schreef ook talrijke artikels in de tijdschriften Revue générale, Revue sociale catholique, Revue catholique des idées et des faits, artikels over boerderijen en oude huizen in de Antwerpse Kempen (vaak ondertekend met zijn initialen) en in 1927 een rapport over het gevaar van communisme in het onderwijs.

## Eerbetoon
Het De Trannoyplein in Tongerlo draagt zijn naam.